# 壺棺墓

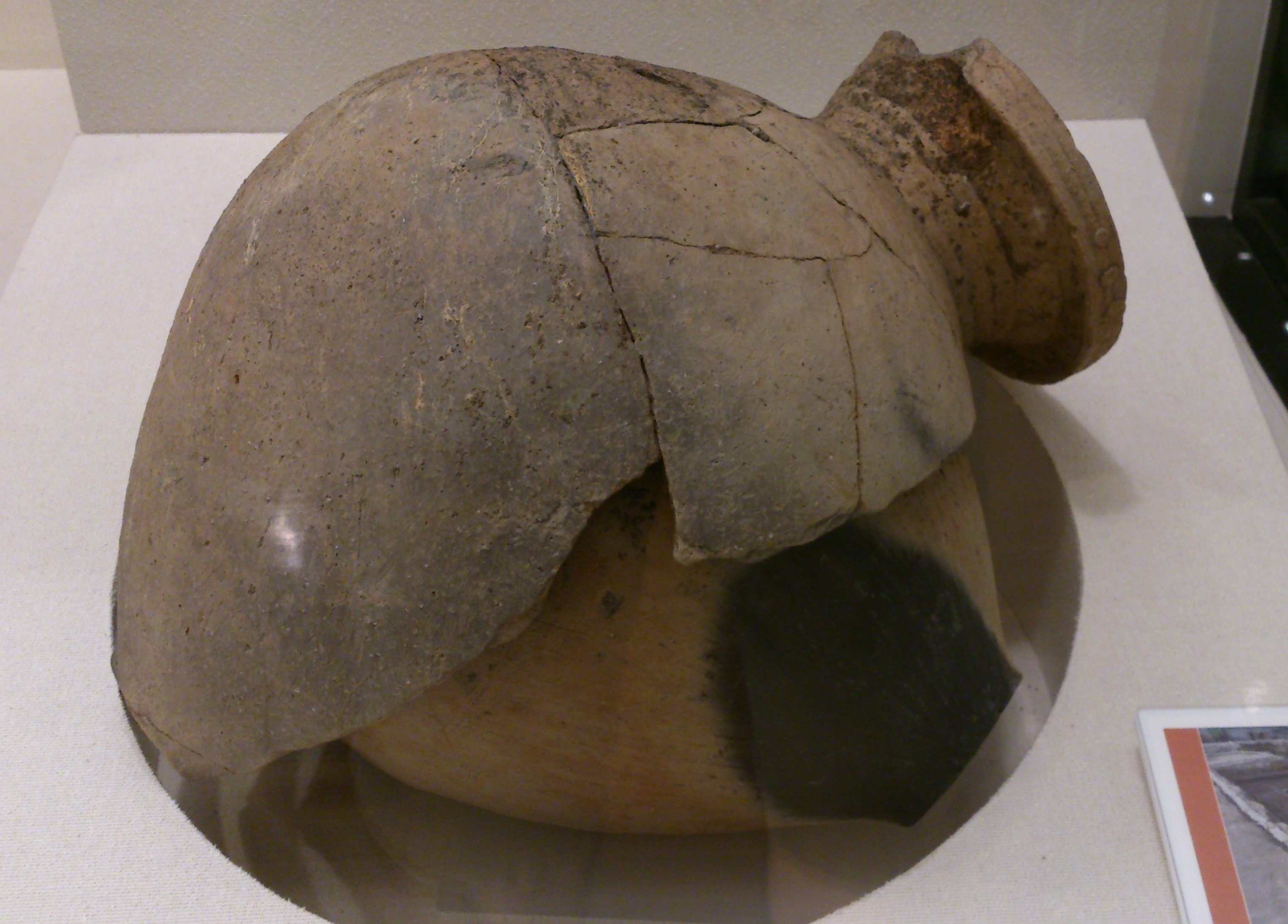
壺棺墓（唐古・鍵考古ミュージアム）

壺棺墓（つぼかんぼ）とは、壺を棺として埋葬する墓をいう。世界各地で見られるが、本項では日本における壺棺墓について説明する。

## 概要
縄文時代～古墳時代の各時代に見られるが、弥生時代のものが最も多い。
棺には口が狭く、胴体がふくらみ、底は小さく、やや安定感を欠く壺が使用される。一般的なものは他の弥生土器と同じような特徴を備えるが、再葬墓用と考えられるもののなかには人面の装飾があるなど特有の形態を有するものもある。大きさは、口径20cm～30cmくらいで、高さは50～70cm前後のものが多い。底に小孔を穿ったものもある。また扁平な石材や鉢形の土器で蓋をしたものもある。
方形周溝墓の溝に埋設されていたり、共同墓地の中に単独で葬られたりする。直立して土中にある場合が普通であるが、斜めに埋葬されている例もある。壺棺はその大きさから再葬用もしくは乳幼児・小児用と考えられ、実際に幼児骨が入っていたものが確認されている。副葬品はみられない。